# Borgarfjarðarsýsla

Borgarfjarðarsýsla

Die Borgarfjarðarsýsla ist ein Bezirk im Westen Islands und gehört zum Norðvesturkjördæmi.
Sie liegt südlich der Mýrasýsla und reicht im Osten bis an den Langjökull. Im Südosten bildet die Árnessýsla und im Süden die Kjósarsýsla. Die größte Stadt in diesem Bezirk ist Akranes.  